# سولنتسوو
منطقه سولنتسو (به روسی: райо́н Со́лнцево) منطقه ای است از مناطق اداری غرب شهر فدرال مسکو روسیه است. مساحت منطقه ۱۱٫۲۸۷۹ کیلومتر مربع (۴٫۳۵۸۳ مایل مربع) جمعیت: ۱۲۲٬۴۰۰ (۲۰۱۶)، ۱۱۳,۹۵۹ (بر طبق سرشماری سال ۲۰۱۰); ۸۵,۶۴۲ (سرشماری سال ۲۰۰۲).
گروه جنایی سازمان یافته Solntsevskaya Bratva نام خود را بر اساس منطقه Solntsevo بنا نهاد.